# Тюлі
Тю́лі (рос. Тюли) — село у складі Ханти-Мансійського району Ханти-Мансійського автономного округу Тюменської області, Росія. Входить до складу Викатного сільського поселення.
Населення — 277 осіб (2010, 254 у 2002).
Національний склад станом на 2002 рік: росіяни — 84 %.